# Cnemophilus macgregorii
La paradisea crestata (Cnemophilus macgregorii De Vis, 1890) è un uccello passeriforme della famiglia Cnemophilidae.

## Etimologia
Il nome scientifico della specie, macgregorii, venne scelto in omaggio al governatore coloniale William MacGregor.

## Descrizione

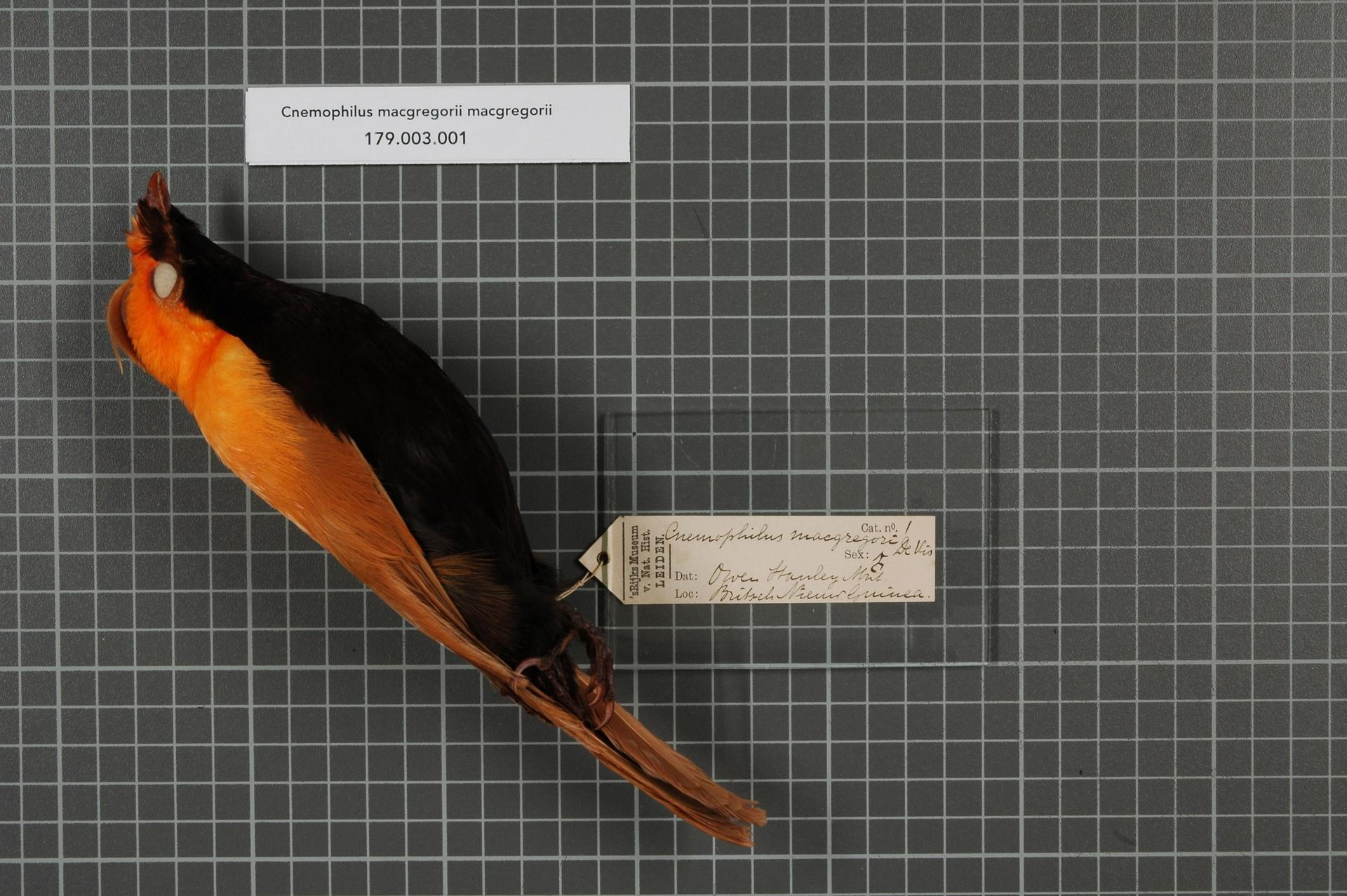
Maschio impagliato.

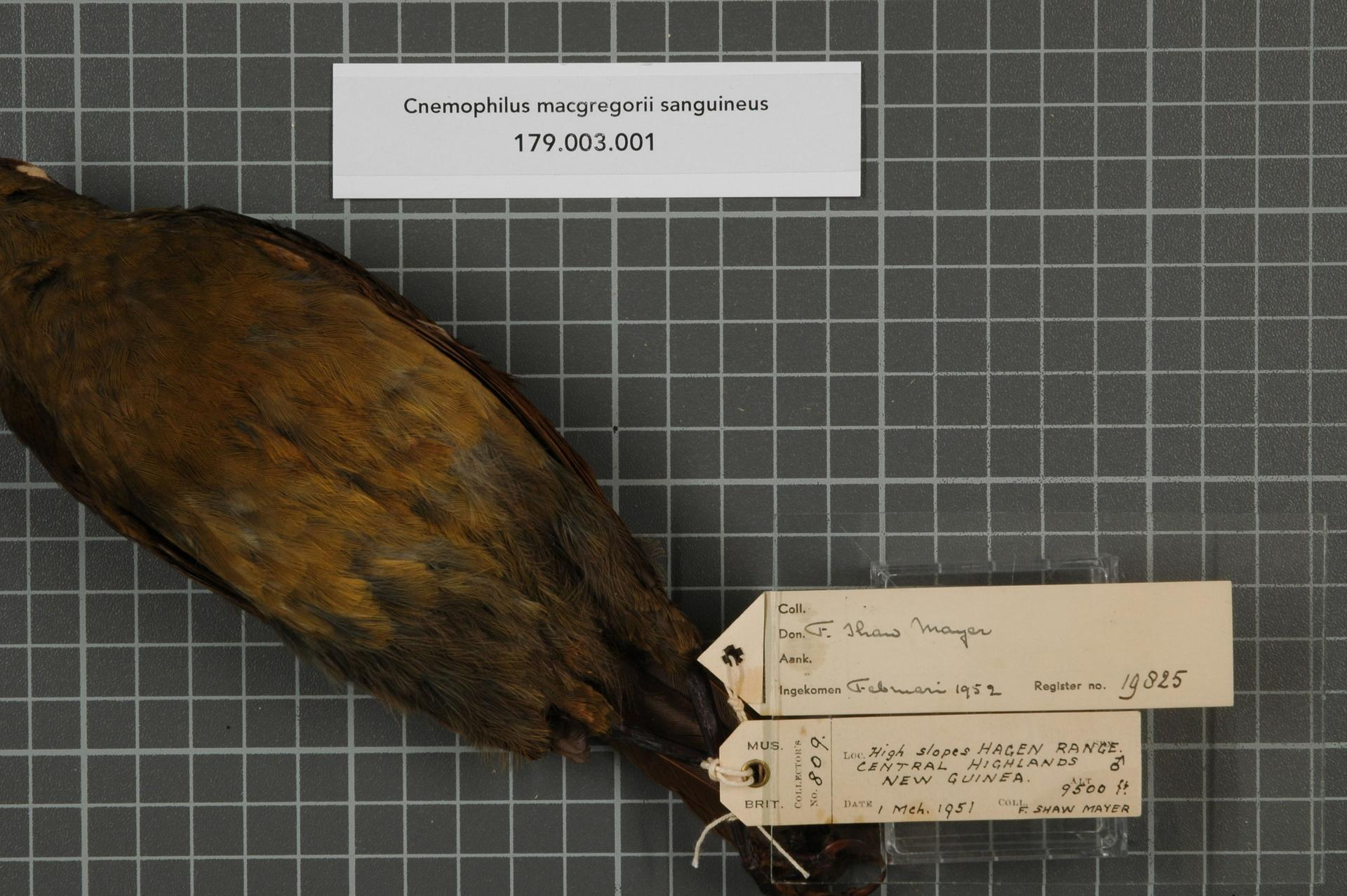
Femmina impagliata.

### Dimensioni
Misura 24 cm di lunghezza, per un peso di 79-125 g.

### Aspetto
L'aspetto può ricordare quello di un beccofrusone, per la testa arrotondata con presenza della caratteristica cresta, il becco corto e sottile, la forma paffuta e robusta.

Il dimorfismo sessuale è piuttosto evidente: le femmine, infatti, presentano piumaggio quasi interamente di colore verde oliva, con tendenza a sfumare ventralmente nel grigio e su ali e coda nel bruno-ruggine. I maschi, invece, presentano gola, guance, petto, ventre e fianchi di colore nero sericeo, mentre fronte, vertice, nuca, dorso, ali, groppa, codione e coda sono di colore giallo limone (rosso-arancio nella sottospecie sanguineus), con tendenza in ambedue le sottospecie a sfumare nell'ocra man mano che si va dalle ali verso la coda: nei maschi è inoltre presente sulla fronte un ciuffetto erettile di 4-6 penne color ocra con fini striature violacee, al quale la specie deve il nome comune di "paradisea crestata". In ambo i sessi, becco e zampe sono neri, mentre gli occhi sono bruno-dorati.

## Biologia
Si tratta di uccelli diurni e solitari, che si muovono perlopiù nella bassa canopia alla ricerca di cibo: nonostante sia piuttosto comune udirne il richiamo (paragonato allo strofinio di due pezzi di legno), questi uccelli sono estremamente difficili da osservare per la loro cautela e circospezione.

### Alimentazione
La dieta di questi uccelli sembrerebbe esclusivamente frugivora, non essendo mai stati osservati nutrirsi d'altro: si pensa tuttavia che essi possano sporadicamente nutrirsi anche di insetti.

### Riproduzione
La stagione riproduttiva va da giugno a novembre: i rituali di corteggiamento non sono stati osservati finora, tuttavia si ritiene che anche questi uccelli siano poligini.
La femmina si occupa da sola della costruzione del nido: questo ha forma globosa e viene costruito intrecciando muschio, felci, radichette ed altre fibre vegetali, foderando la cavità di cova con piumino e foglie morte. A differenza della congenere paradisea di Loria, che nidifica al suolo, la paradisea crestata costruisce il nido di preferenza nelle cavità degli alberi e nei tronchi marci, a pochi metri di altezza: al suo interno, la femmina depone un singolo uovo, dal guscio biancastro e con rade maculature scure. La cova dura circa tre settimane ed è anch'essa appannaggio esclusivo della femmina, che si occupa inoltre delle cure al nidiaceo, cieco ed implume alla schiusa: questo viene imbeccato con frutta rigurgitata, i cui semi provvede a rigurgitare a sua volta, disseminandoli tutto intorno al nido.

## Distribuzione e habitat
La paradisea di Loria è endemica della Nuova Guinea, dove, pur con areale piuttosto discontinuo, popola la porzione centro-orientale dell'asse montuoso centrale dell'isola.
Lhabitat di questi uccelli è rappresentato dalle aree primarie e secondarie di foresta pluviale montana e foresta nebulosa con denso sottobosco, fra i 2300 ed i 3400 m di quota.

## Tassonomia
Se ne riconoscono due sottospecie:

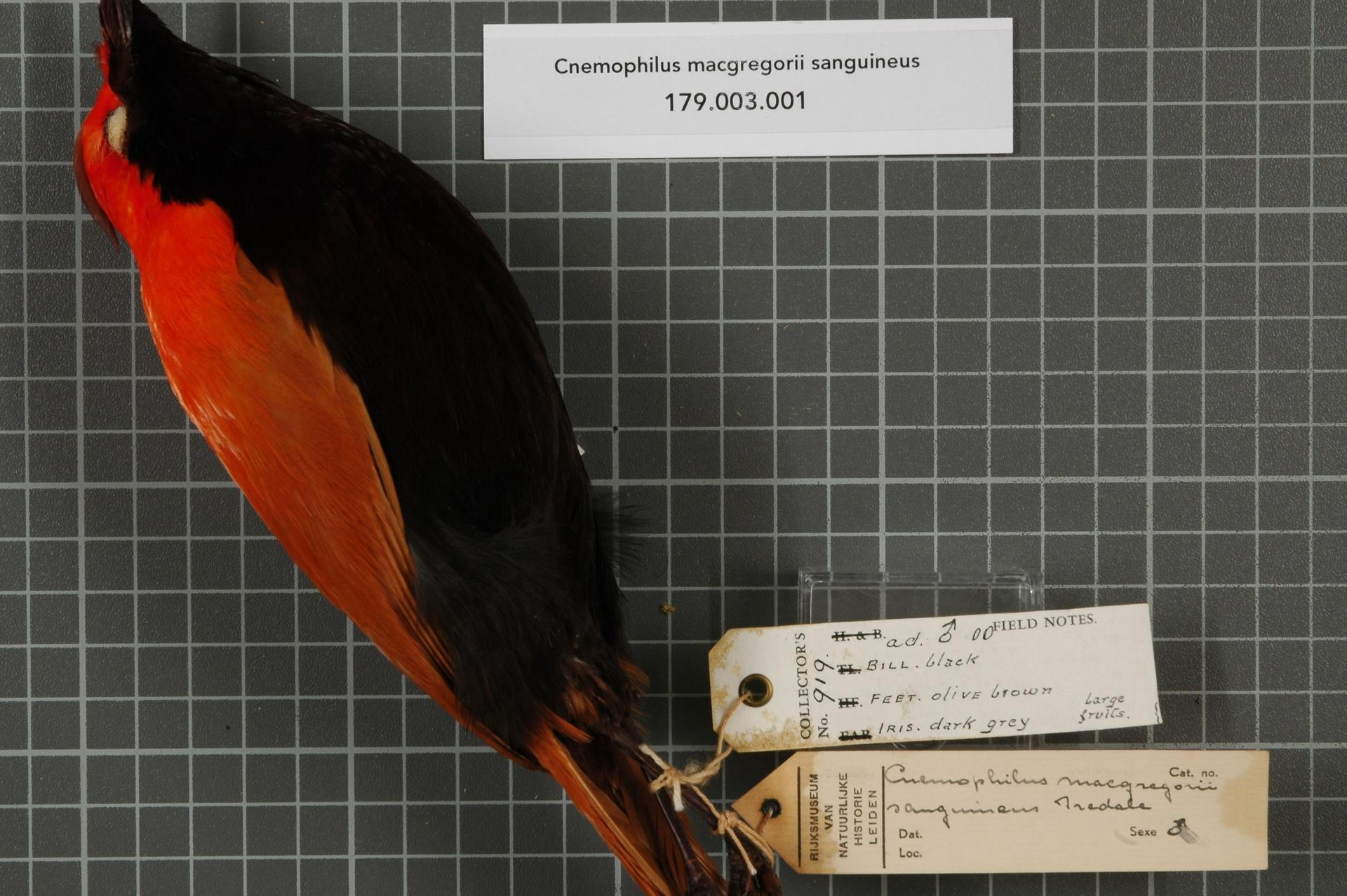
Maschio impagliato della sottospecie sanguineus.

- Cnemophilus macgregorii macgregorii, la sottospecie nominale, diffusa nella porzione sud-orientale dell'areale occupato dalla specie, dall'estremo sud della provincia di Morobe fino alla porzione mediana dei monti Owen Stanley;
- Cnemophilus macgregorii sanguineus Iredale, 1948, diffusa nell'area del monte Giluwe e del Monte Hagen e ad est nei monti Bismarck;

Alcuni autori riconoscerebbero la popolazione dei monti Kubor, attualmente facente parte della sottospecie sanguineus, come sottospecie a sé stante, col nome di C. m. kuboriensis.